# Lelików (Białoruś)
Lelików, Lelikowo (biał. Лелікава, Lelikawa; ros. Леликов, Lelikow, Леликово; ukr. Леліків, Łelikiw, Леликів, Łełykiw) – wieś na Białorusi w rejonie kobryńskim obwodu brzeskiego w sielsowiecie Dywin.

## Geografia
Lelików leży przy południowej granicy Białorusi, naprzeciwko ukraińskiej wsi Bereźniki. Miejscowość położona jest nad Kanałem Orzechowskim, będącym dopływem kanału Dniepr-Bug (dawny Kanał Królewski). Tuż obok znajduje się też jezioro Świnoryje (Свинорейка, Swinorejka).

## Historia
Po raz pierwszy wieś wzmiankowana w 1543 r. W okresie Rzeczypospolitej Obojga Narodów należał do powiatu ratneńskiego (ziemia chełmska, województwo ruskie, prowincja małopolska Korony Królestwa Polskiego).
W XVIII w. zbudowano tu istniejącą do dziś drewnianą cerkiew św. Dymitra Sołuńskiego. Stała się ona kościołem parafialnym parafii unickiej dekanatu ratneńskiego diecezji chełmskiej.
Po III rozbiorze Rzeczypospolitej (1795) Lelików znalazł się pod zaborem rosyjskim. Miejscowi unici zostali odcięci od swojego biskupa i początkowo podporządkowani unickim biskupom na tzw. ziemiach zabranych, a następnie podzielili los całego Kościoła unickiego w Imperium Rosyjskim, czyli zostali zmuszeni do przyjęcia prawosławia.
W końcu XIX w. Lelików był centrum gminy w powiecie kowelskim guberni wołyńskiej Imperium Rosyjskiego. Mieszkały tu 893 osoby w 122 domach. Znajdowała się tu prawosławna cerkiew parafialna oraz kaplica katolicka. Parafia prawosławna w Lelikowie została utworzona na bazie istniejącej wcześniej parafii unickiej (greckokatolickiej).
Do prawosławnej parafii i gminy Lelików należało także Zamoście. Mieszkało w nim 111 ludzi w 21 domach.
W okresie międzywojennym Lelików był stolicą gminy Lelików, początkowo w powiecie kowelskim województwa wołyńskiego, a następnie - od 12 grudnia 1920 r. - w powiecie koszyrskim województwa poleskiego II Rzeczypospolitej.
Według spisu powszechnego z 1921 r. Lelików był wsią liczącą ogółem 157 domów. Mieszkały tu 744 osoby: 324 mężczyzn, 420 kobiet. Pod względem wyznania żyło tu 7 rzymskich katolików, 702 prawosławnych i 35 żydów. Deklaracje dotyczące narodowości pokazują zróżnicowanie etniczne miejscowości, ale i skomplikowany mechanizm kształtowania się świadomości narodowej: 573 osoby uznawały się za Polaków, 83 za Rusinów, 51 za „Tutejszych”-Poleszuków, 27 za Żydów, a 10 za Rosjan. Inaczej rzecz miała się we wspomnianym Zamościu, liczącym 22 domy i 118 mieszkańców (52 mężczyzn, 66 kobiet), gdzie wszyscy mieszkańcy deklarowali się jako prawosławni i jako Polacy.
Wraz z agresją ZSRR na Polskę 17 września 1939 r. Lelików wszedł w skład BSRR – od 15 stycznia 1940 w sielsowiecie dywińskim, a od 12 października 1940 r. – centrum sielsowietu lelikowskiego. W 1940 r. miejscowość liczyła 266 gospodarstw, 1294 mieszkańców, działała szkoła podstawowa i niepełna szkoła średnia, sklep, dom kultury z czytelnią, urząd pocztowy, urząd sielsowietu wyposażony w telefon, zakłady leśnictwa i przemysłu leśnego. Na terytorium sielsowietu lelikowskiego znajdowały się 4 miejscowości, 378 gospodarstw zamieszkanych przez 1489 mieszkańców. Zimą 1940 r. zamieszkująca wieś ludność polska padła ofiarą represji ze strony władz sowieckich. Wśród lelikowskich ofiar terroru stalinowskiego były też osoby narodowości niepolskiej, np. Aleksandra Korż, określana jako niepiśmienna Rosjanka („русская; неграмотн.”).
Po ataku III Rzeszy na ZSRR 22 czerwca 1941 r. wieś znalazła się pod okupacją niemiecką – Komisariat Rzeszy Ukraina (do 1944 r.). W tym też czasie doszło do ożywienia ukraińskiego ruchu narodowego na terenie Polesia Brzeskiego, czego świadkiem był także Lelików. Według ukraińskich publicystów ukraińskość tych terenów uznali de facto sami komuniści już w połowie lat 30., kiedy to wpływy KPZB osłabły na rzecz umocnienia się struktur KPZU – m.in. komitet rejonowy zachodnioukraińskich komunistów w Lelikowie. Pod okupacją hitlerowską zaistniały dogodne warunki do rozwoju ukraińskich organizacji nacjonalistycznych, których działalność nie tylko na terenie Lelikowa postrzegana jest w sposób diametralnie różny przez publicystów ukraińskich i białoruskich. Pierwsi mówią o oddolnym odrodzeniu narodowym i działaniach OUN-UPA w obronie miejscowej ludności przed sowiecką partyzantką, np. 21 września 1943 r. – starcie bojowników UPA z radzieckimi partyzantami pod Lelikowem. Drudzy eksponują mordy dokonane przez banderowców na zwykłych mieszkańcach i terror wobec cywilnej ludności. Do tego typu zbrodniczych ekscesów miało dojść m.in. w Lelikowie za sprawą mieszkańców wsi Samary.
Po II wojnie światowej Lelikowo znalazło się w granicach ZSRR, a od 1991 r. w niepodległej Białorusi. Brak bliższych informacji o funkcjonowaniu współcześnie punktu osadniczego o nazwie Zamoście, powiązanego bezpośrednio z historią Lelikowa. Prawdopodobnie jest to obecnie wschodnia część wsi Lelikowo.

## Współczesność
Obecnie w Lelikowie znajduje się Lelikowska Szkoła Średnia nr 9 im. Włodymira Szepetiuka (absolwenta szkoły poległego w Afganistanie), wiejska biblioteka publiczna, dwie struktury religijne: parafia prawosławna i zbór baptystów, światowej klasy kort tenisowy, punkt felczersko-akuszerski, piekarnia i sklep spożywczy (oddział przedsiębiorstwa z Dywina), urząd pocztowy i kołchoz „Czerwona Gwiazda”. Ze względu na swoje przygraniczne położenie Lelikowo pozostaje pod obserwacją służb Ministerstwa Spraw Wewnętrznych Republiki Białoruś z powodu potencjalnych i wykrytych prób przemytu oraz ukraińskich wpływów kulturowych.

## Zabytki
- Drewniana cerkiew św. Dymitra Sołuńskiego z XVIII w. (1774), obecnie cerkiew prawosławna, świątynia parafialna w dekanacie kobryńskim (Кобринское благочиние) eparchii brzeskiej i kobryńskiej[29][30]; święta parafialne: 8 listopada (patrona cerkwi)[31] i w Zaśnięcie Bogurodzicy (to ostatnie jest także obchodzone jako rocznica powstania wsi)[5]). Przy cerkwi znajduje się drewniana dzwonnica. W 2019 r. cerkiew została poważnie uszkodzona przez pożar[32].